# مبادرة إنجاز
مبادرة إنجاز هي منظمة غير ربحية تتمحور حول الشباب تأسست في المملكة الأردنية الهاشمية في عام 1999. أكثر من 1.9 مليون شاب استفادوا من المشاركة في أنشطة إنجاز منذ إنشائها.
تركز هذه المنظمة غير الربحية على تطوير مهارات الشباب في أربعة مجالات رئيسية:
1. التعليم المالي
2. مهارات الحياة
3. الأعمال وريادة الأعمال
4. التوظيف
يتم تطوير هذه المهارات الأساسية الأربعة من خلال مجموعة متنوعة من البرامج، والتي يتم تسليمها للشباب في المدارس والجامعات والكليات المجتمعية والمؤسسات الاجتماعية المختلفة.
تنفذ هذه المنظمة برامج في جميع أنحاء الأردن، في اثنتا عشرة محافظة، من خلال العمل مع شركاء من القطاعين الخاص والعام.

## التاريخ
برعاية الملكة رانيا، تم تأسيس مؤسسة إنجاز في عام 1999 كمشروع في إطار منظمة «أنقذوا الأطفال» التي تمولها الوكالة الأمريكية للتنمية الدولية (USAID). في المراحل المبكرة واجه المشروع معارضة، لا سيما في معان؛ تم إعادة إطلاقه في عام 2001 من قبل ثريا سلطي كمؤسسة مستقلة غير ربحية. وصلت أنشطتها إلى أكثر من 100,000 طالب في الأردن خلال العام الدراسي 2010-2011.
على مدى السنوات الـ 17 الماضية، رسخت مكانتها كمزود رئيسي للحلول، حيث ربطت بين القطاعين العام والخاص والمجتمع المدني.
وقد طورت برامجها الخاصة بالتشاور مع الخبراء المحليين والإقليميين. وقد تعاونت مع منظمات التنمية الدولية لإحداث برامج جديدة عالية التأثير في الأردن وتكييفها مع المشاعر المحلية.
لدى إنجاز شبكة واسعة من الشركاء المحليين والدوليين. كما طورت شراكات إستراتيجية قوية مع الوزارات الرئيسية، بما في ذلك وزارة التعليم (MOE)، ووزارة التخطيط والتعاون الدولي (MOPIC)، ووزارة التنمية الاجتماعية (MOSD)، وصندوق الملك عبد الله الثاني للتنمية (KAFD). ومركز التدريب المهني (VTC) والبنك المركزي الأردني (CBJ).
هدفها هو تلبية الحاجة الملحوظة للتدريب المهني، وتزويد الشباب بمهارات ريادة الأعمال وتعزيز قابلية توظيفهم. وقد تم تمويل هذا البرنامج جزئيا من جانب قطاع الأعمال، ويشمل المتطوعين من الشركات الخاصة في تقديم التدريب.

## المهمة
«إلهام وإعداد الشباب ليصبحوا أعضاء منتجين في مجتمعهم والتعجيل بتنمية الاقتصاد الوطني».
تزود مؤسسة إنجاز الشباب بالموارد والموارد اللازمة لدخول سوق العمل من خلال سد الفجوة بين النظام التعليمي الوطني واحتياجات سوق العمل.
في الأردن، معدل البطالة بين الشباب مرتفع بشكل مذهل. أحد الأسباب الرئيسية وراء معدل البطالة المقلق هو أن الأردن لديه ثقافة ريادية متخلفة.
ومع ذلك، كان الشباب الأردنيون أكثر ميولاً من نظرائهم الإقليميين في أن يكون لديهم رؤية مؤاتية لريادة الأعمال. هذا يشير إلى أنه ليس افتقاراً إلى الاهتمام الذي يحول الأردنيين إلى رجال أعمال، ولكن هناك عوامل أخرى، مثل التحديات القانونية والمالية والبيروقراطية، فضلاً عن الافتقار إلى الموارد التعليمية اللازمة للتحضير لمثل هذه المهنة.

## البرامج
تعالج محفظة برامج إنجاز مجموعة واسعة من احتياجات الشباب الأردني. تكمل البرامج التعليم والتدريب المقدم من قبل المؤسسات التعليمية التقليدية. تم تصميم هذه البرامج لتطوير مهاراتهم الحيوية واللينة. كما أنها تساعد على بناء مهارات تنظيم المشاريع اللازمة لتكون مرشحات قوية ورجال أعمال في سوق عمل تنافسية.
تستقطب إنجاز أكثر من 130 ألف شاب سنوياً ببرامجها. وهي تنفذ أكثر من 44 برنامجًا في جميع محافظات الأردن البالغ عددها 12 محافظة، وذلك بالتعاون الوثيق مع 3000 مدرسة، و 41 كلية / جامعة، و 50 مركزًا للشباب.

## العمل التطوعي
لدى إنجاز منصة لإعداد الخدمات التطوعية بطريقة أكثر تنسيقاً ومنهجية وكفاءة. يقدم وسيلة فعالة لإشراك المتطوعين في بناء مجتمعهم ونشر ثقافة التطوع في الأردن.
وقد نجح إنجاز بالفعل في إضفاء الطابع المؤسسي على العمل التطوعي ضمن برامج المسؤولية الاجتماعية للشركات (CSR)، والتي تم تبنيها بالفعل من قبل العديد من شركائها في القطاع الخاص والعام أكثر من 300.
تزيل إنجاز الحواجز اللوجستية و / أو البيروقراطية النموذجية لتمكين أعضاء القطاع الخاص من العمل مباشرة مع الشباب. وقد تم تطوير هذا النموذج بالتشاور مع الشركاء، والذي يضم مسؤولين حكوميين ومؤسسات، والقطاع الخاص، والمعلمين والمتطوعين والطلاب.
اماكن المنظمة
يقع مقر إنجاز في عمان، الأردن، ولديه مكاتب ميدانية في إربد، الزرقاء، الكرك، وادي موسى، الطفيلة والعقبة.